# Казимир I Відновитель
Казими́р I Віднови́тель (пол. Kazimierz I Odnowiciel; 25 липня 1016 — 28 листопада 1058) — святійший князь Польщі з 1034 (за іншими даними 1038 або 1039) з династії П'ястів. Святий у Польській православній церкві.

## Біографія

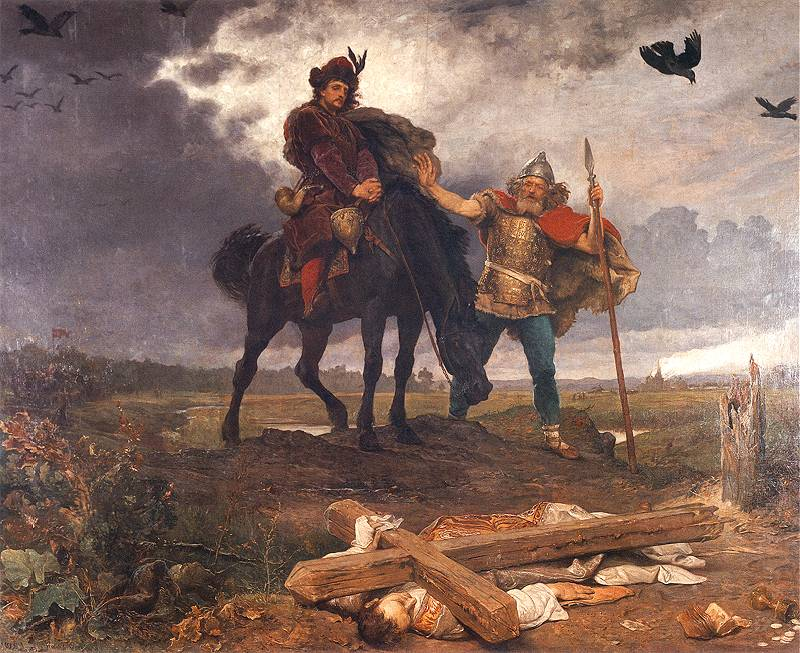
Войцех Герсон. Казимир Відновитель повертається до Польщі

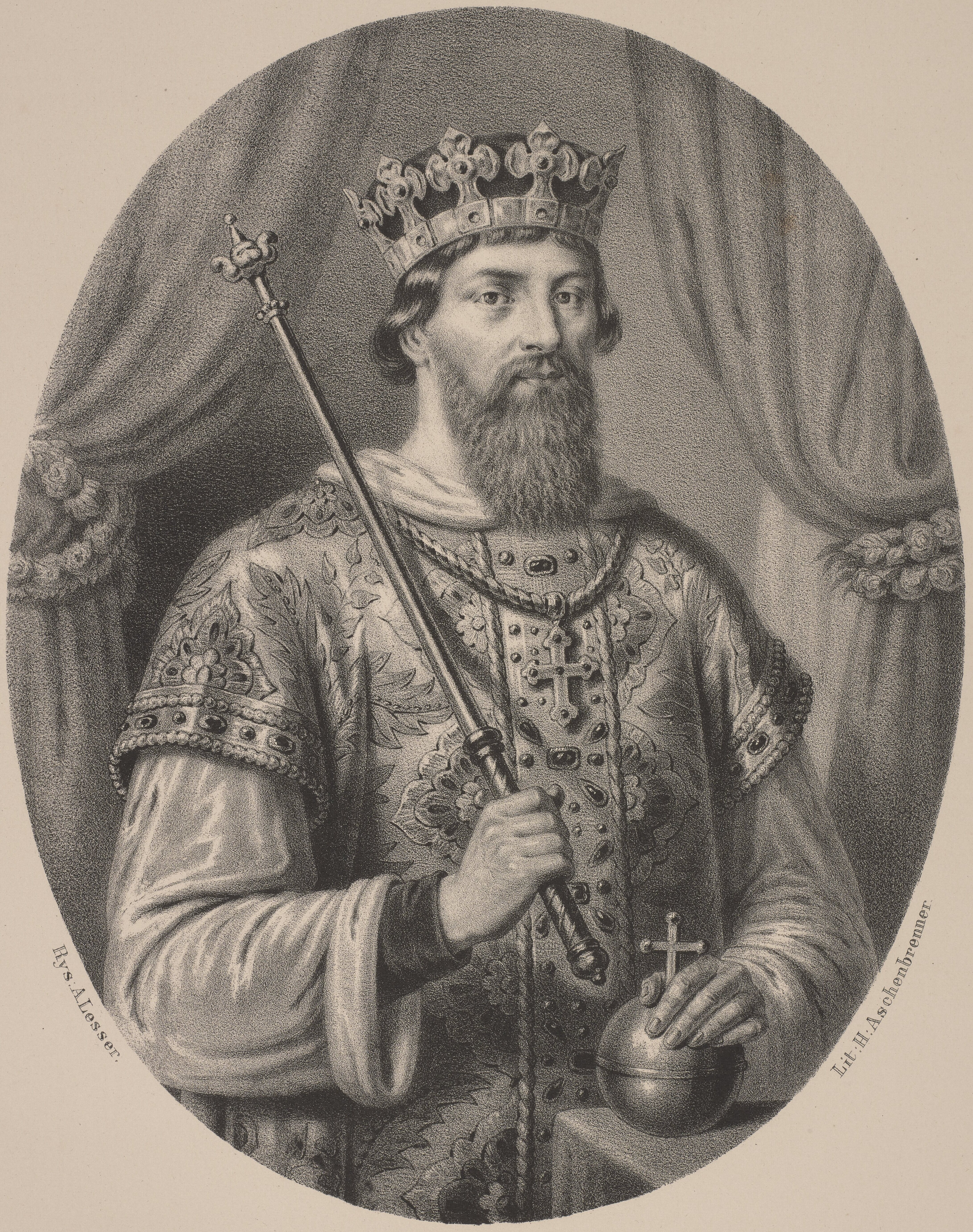
Казимир Відновитель, графіка Олександра Лессера

Вступив на престол під час занепаду централізованої влади і фактичного розпаду Польщі на ряд незалежних князівств. Близько 1034 року вигнаний з країни великими феодалами.
У кінці 1038 — на початку 1039 років за підтримки німецького імператора Генріха III Чорного повернувся на престол. 1039 року чеський князь Бржетислав I напав на Польщу, віддав на пограбування Краків та інші міста, захопив Гнезно. Того ж року в Польщі вибухнуло народне повстання. Головна причина — десятина, яку сплачували люди на користь церкві. Багато язичників відмовилися від десятини і підняли бунт. Підчаший Мешка II В'ялого Мецлав придушив повстання. Казимир I на початку свого правління володів Малою і Великою Польщею. Оскільки Гнезно і Познань були зруйновані, Казимир I переніс столицю до Кракова.

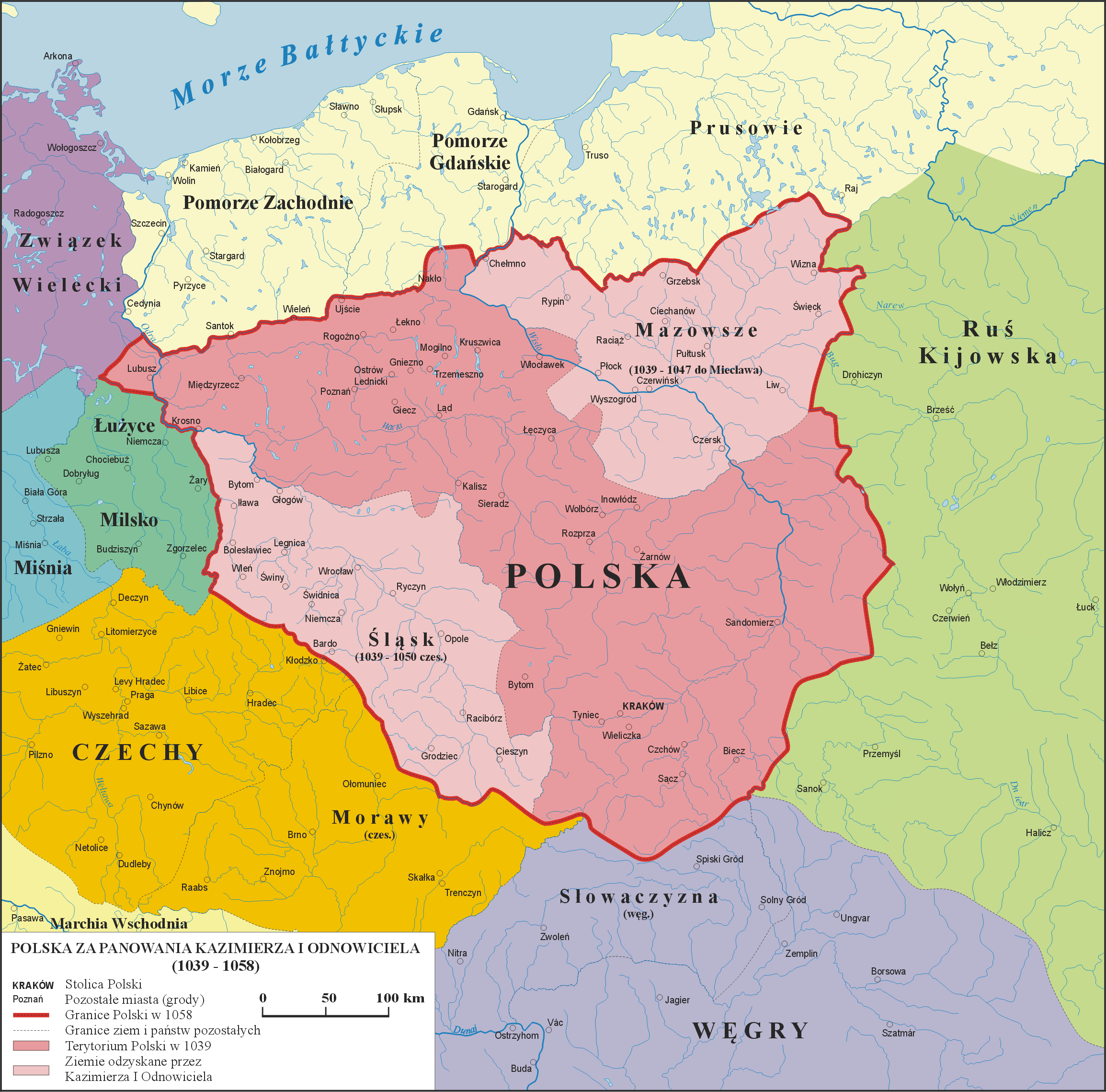
Польща під час правління Казимира I Відновителя

1039 року уклав воєнно-політичний союз із Київською Руссю. В 1041 році з допомогою Ярослава I Мудрого (Казимир I одружився з його сестрою Марією-Добронігою, а син Ярослава Ізяслав I — з сестрою Казимира Гертрудою) подолав Мецлава і приєднав до Польщі Мазовію. Мецлав загинув на полі битви. Потім Казимир встановив свою зверхність над Помор'ям. 1050 року Казимир захопив Сілезію. Але німецький імператор Генріх III відмовився визнати її за Польщею, бо в 1041 року він закріпив її за Чехією. 1054 року на з'їзді в Кведлінбурзі Генріх III визнав, що Сілезія належить Польщі і побажав, щоб поляки виплатили чехам «компенсацію», що й було зроблено.
Другою важливою справою Казимира I була реформа церкви. У Польщі було відновлено християнство, за що він отримав прізвисько «Відновитель». Архієпископство було перенесено в Краків. Проте після смерті Казимира I 1058 року воно знову було в Гнезні.

## Сім'я
- Батько: Мешко II В'ялий
- Мати: Рикса Лотаринзька
- Дружина: Добронега Володимирівна, донька великого князя київського Володимира I Великого, сестра Ярослава I Мудрого.
- Діти:

Болеслав II Сміливий (1042—1081) — князь (1058—1076) і король Польщі (1076—1079).
Владислав I Герман (1043—1102) — князь Польщі (1079—1102).
Мешко (1045—1065) — гіпотетичний князь куявський (1058—1065)
Оттон (1046 (1047)-1048)
Святослава (1044—1126) — дружина чеського князя і короля Вратислава II, перша королева Чехії.